# Rentadors municipals (els Omellons)
Els Rentadors municipals són una obra del municipi dels Omellons (Garrigues) inclosa en l'Inventari del Patrimoni Arquitectònic de Catalunya.

## Descripció
El safareig municipal data de princip dels anys trenta del segle xx. És una senzilla construcció de planta rectangular dividida en dos compartiments de diferents mides. Es compon d'una base poc elevada de formigó, damunt d'aquesta hi ha un enllosat de pedra de mig metre d'amplada, inclinada per facilitar el rentat. És a la riera, entre els dos ponts.
| «                                                        | La roba es rentava poc i quan es netejava s'havia de fer als rentadors municipals, on acudien totes les dones del poble. La gent anava bruta. | » |
| — Jaume Salla Aixalà (2010), Parada i fonda als Omellons | |   |

## Història
La seva ubicació, entre els dos ponts del poble, s'alimentava amb l'aigua del Barranc del Turull, per un canal de pedra des del Pont Nou. Abans es rentava directament a la riera. Avui dia resta per a usos agrícoles: omplir botes per ensulfatar, neteja de toldos per la verema…